# Никитин, Александр Константинович (архитектор)
Александр Константинович Никитин (1857, Санкт-Петербург — 1907, Нижний Новгород) — русский архитектор, гражданский инженер. Первый нижегородский епархиальный архитектор.

## Биография
Родился в 1853 году. Первоначальное образование получил в санкт-петербургской Первой классической гимназии. В период с 1874 по 1880 год обучался в Строительном училище (позднее — Институт гражданских инженеров императора Николая I). Александр Константинович окончил обучение со званием гражданского инженера и чином чиновника X класса (коллежский секретарь). В 1880 году был определён на должность младшего инженера в Новгородское губернское правление. Уже 23 февраля 1883 года был назначен младшим архитектором Строительного отделения Нижегородского губернского правления, сменив на должности И. Ф. Неймана.
26 мая 1890 года, по разрешению императора, была учреждена должность епархиального архитектора при Нижегородской епархии. 3 августа того же года состоялось решение Духовной Консистории о назначении на должность Александра Никитина, и уже 9 августа оно было утверждено правящим архиереем. Кандидатура Никитина рассматривалась ещё на стадии инициирования епархиальным начальством, так как архитектор с самого начала работы в Нижнем Новгороде активно занимался церковным строительством. В 1883 году он выполнил чертежи: на восстановление пострадавшей в пожаре церкви Иоанна Богослова в Арзамасе; на расширение каменной приходской Казанской церкви в селе Дивееве и тёплого соборного храма в Арзамасе (церковь Живоносного источника), а также на строительство деревянной церкви с колокольней в селе Чапары Арзамасского уезда. К началу 1890-х годов Никитиным было выполнено свыше 60 проектов деревянных и каменных церквей, часовен, колоколен и малых архитектурных форм.
Заступив на должность, А. К. Никитин оставался служить и по ведомству Министерства внутренних дел, а также архитектором в губернской земской управе, занимаясь проектированием жилых и промышленных зданий и вопросами огнестойкого строительства.
Одной из первых работ Александра Никитина в новой должности стал проект на постройку уездного Починковского духовного училища с общежитием для воспитанников, который предполагалось возвести на усадьбе крестьянина Свешникова. Проект не был реализован из-за нехватки средств. В 1891—1893 годах по проекту Никитина было перестроено Сергиевское духовное училище (сегодня — улица Сергиевская, 25). В то же время по его проекту в Печерском монастыре были построены новые парадные въездные врата.
В течение 1890-х годов Александр Никитин разработал множество проектов епархиальных зданий и храмов: церквей, домовых церквей, часовен и т.д. Крупной работой стал проект общежития воспитанников Арзамасского духовного училища. Подавляющее большинство храмов, спроектированных Никитиным, было выполнено в духе эклектики с обращением к национальным формам (русский стиль).  Исследователь нижегородской архитектуры Ю. Н. Бубнов считал его представителем школы Н. В. Султанова — одного из создателей и главных теоретиков русского стиля.
Карьера архитектора складывалась удачно. В мае 1895 года он выкупил усадьбу на Студёной улице в центре Нижнего Новгорода. Не так гладко складывалась его семейная жизнь. А. К. Никитин был дважды женат. После смерти первой супруги на его руках осталось трое малолетних детей. Через некоторое время он вступил в брак с Верой Фёдоровной Бургсдорф — дочерью начальника Казанского почтово-телеграфного округа Ф. Ф. Бургсдорфа. Вера Фёдоровна страдала психическим расстройством и периодически впадала в припадки, в связи с чем родственники первой жены Никитина добились разрешения забрать к себе в Вологодскую губернию детей от первого брака.
Отношения между супругами становились всё более напряжёнными и в ходе очередной ссоры 26 апреля 1900 года в припадке ярости Александр Никитин выстрелил в жену из револьвера. Супруга архитектора скончалась. Архитектор сознался в умышленном убийстве и был помещён в 1-й Тюремный замок на Острожной площади. Духовная Консистория отстранила его от обязанностей епархиального архитектора. Поддержку Никитину оказал местный кружок гражданских инженеров под председательством архитектора Е. А. Татаринова. Коллеги распределили между собой неоконченные проекты Александра Константиновича, а инженер-технолог и издатель журнала «Машинист» В. Н. Гутовский был назначен опекуном над детьми.
Дело А. К. Никитина было назначено к закрытому слушанию в Нижегородском Окружном суде на 14 декабря 1900 года. Согласно вердикту суда присяжных от 15 декабря, архитектор был оправдан. Присяжные пришли к заключению, что тяжёлые условия семейной жизни довели А. К. Никитина до «полного исступления» и убийство было совершено в состоянии аффекта. Прокурорский надзор опротестовал решение и дело вновь рассматривалось в Правительствующем сенате. Благодаря выступлению на суде известного юриста Александра Бобрищев-Пушкина и умело выстроенной защите адвоката Петра Миронова, оправдательный приговор был оставлен в силе.
К моменту вынесения окончательного вердикта по делу А. К. Никитин уже вернулся к обязанностям епархиального архитектора. Работу по гражданской части архитектор оставил, но периодически рекомендовался Строительным отделением в качестве эксперта. Вскоре зодчий продал свой дом и в сентябре 1901 года переехал в дом И. И. Лазаревой в Тихом переулке, а ещё через два года обосновался неподалёку, на Петропавловской улице. 
Скончался 30 августа (12 сентября) 1907 года. Отпевание состоялось 1 сентября в Казанском кладбищенском храме Крестовоздвиженского женского монастыря, и здесь же на кладбище он был похоронен.

## Проекты и постройки

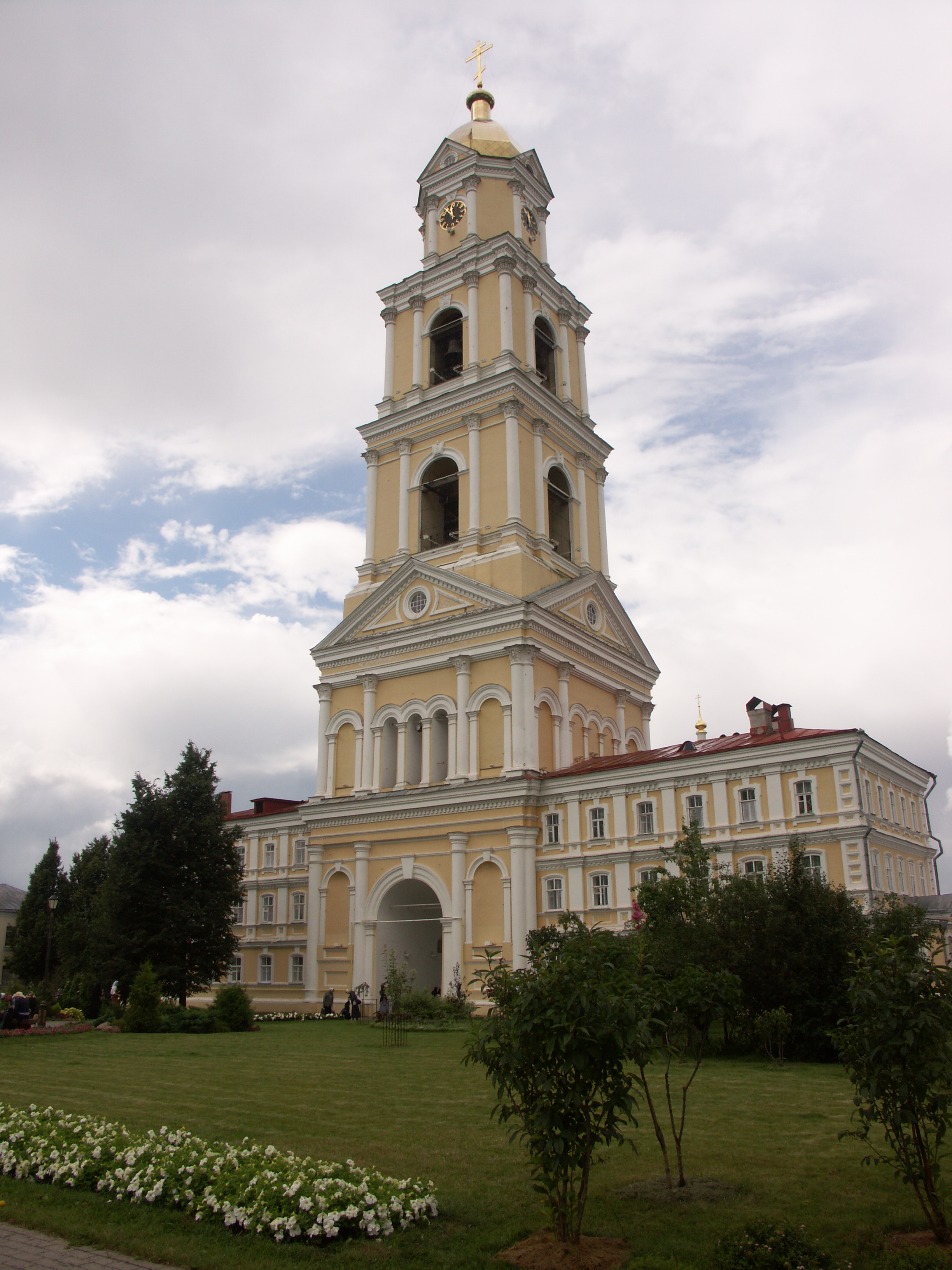
Колокольня Серафимо-Дивеевского монастыря.

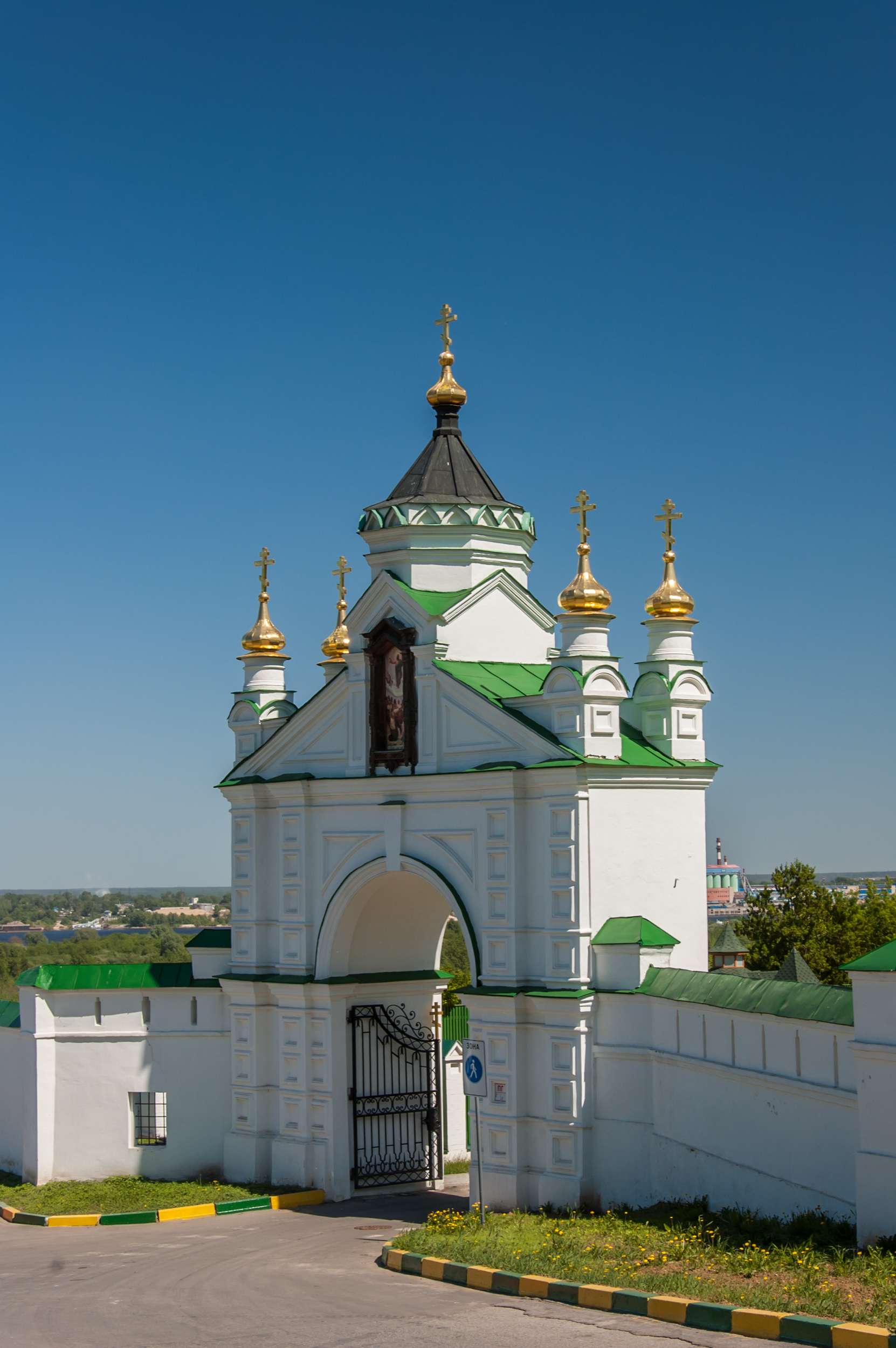
Святые врата Печерского Вознесенского монастыря.

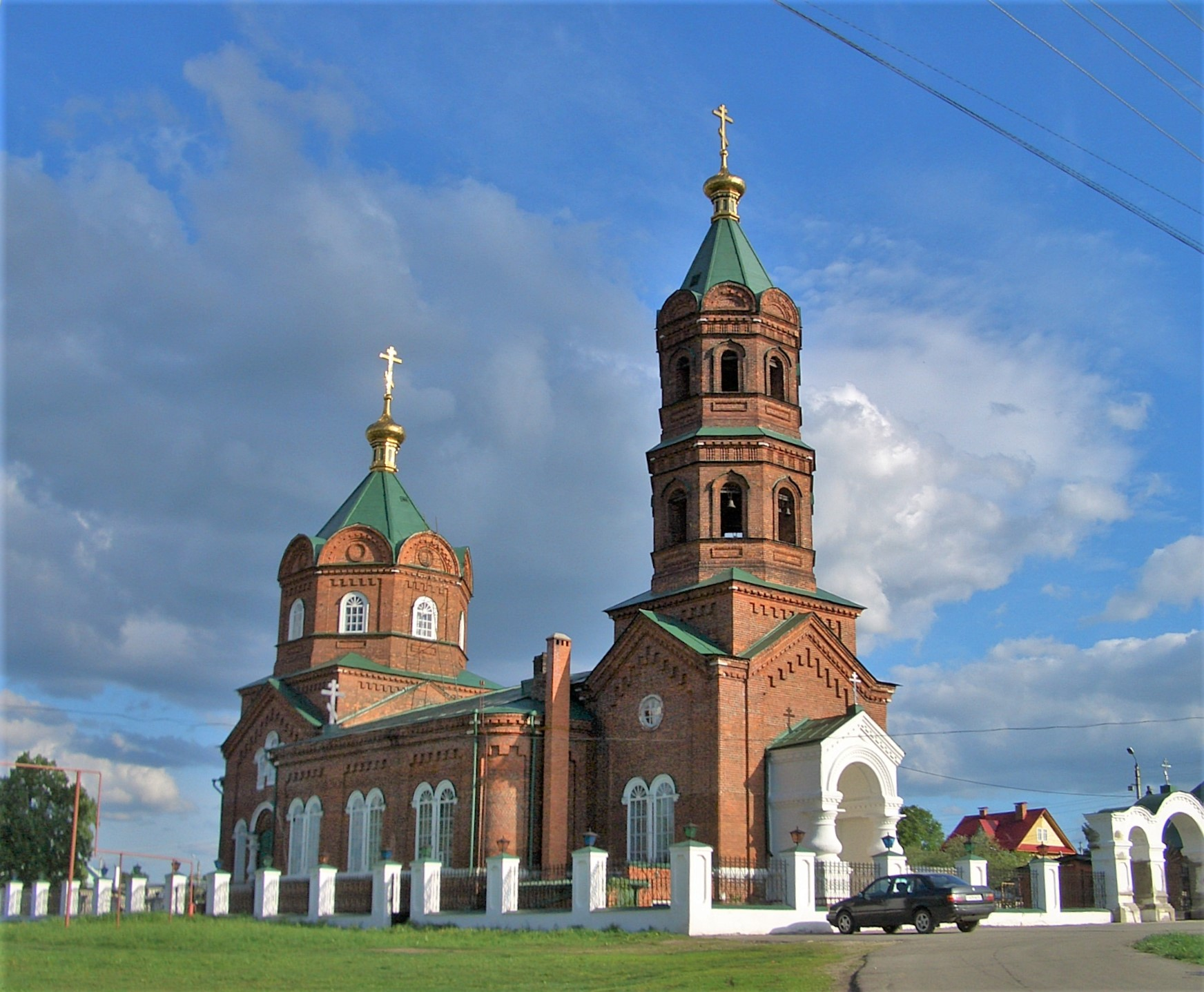
Троицкая церковь в селе Безводном.

- Чертежи на восстановление церкви Иоанна Богослова в Арзамасе (1883)
- Чертежи на расширение каменной приходской Казанской церкви в Дивееве (1883)
- Чертежи на расширение церкви Живоносного источника в Арзамасе (1883)
- Проект деревянной церкви и колокольни в селе Чапары Арзамасского уезда (1883)
- Проект Никольского храма в селе Лубянцы Нижегородского уезда (1886)
- Проект Покровского храма в селе Челатьме Ардатовского уезда (1888)
- Проект Христорождественского храма в селе Пеля Казенная (1889)
- Проект Троицкой церкви в селе Безводном Нижегородского уезда (1886—1890)
- Проект Починковского духовного училища (1890, не реализован)
- Проект парадных въездных ворот Вознесенского Печерского монастыря (1890)
- Проект расширения Сергиевского духовного училища в Нижнем Новгороде (1891)
- Проект двухэтажного деревянного дома причта церкви Трёх Святителей в Нижнем Новгороде (1891, здание вскоре сгорело)
- Смета на восстановление конного двора в Оранском Богородицком монастыре (1891)
- Проект и надзор за расширением Введенской домовой церкви при Нижегородском епархиальном женском училище (1892)
- Проект общежития для воспитанников Арзамасского духовного училища (1894)
- Проект храма в селе Исады Макарьевского уезда (1896)
- Проект колокольни в мужском Городецком Феодоровском монастыре (1897, разрушена)
- Проект каменной часовни с кельями Спасо-Зеленогорского женского монастыря на Ново-Базарной (Горького) площади, (1897—1898)
- Проект каменной колокольни Георгиевской церкви при Починковском конезаводе (1898)
- Проекты здания каменной двухэтажной ризницы у алтаря Владимирского собора и паперти тёплой церкви Рождества Пресвятой Богородицы в Оранском монастыре (конец XIX века)
- Проект каменной часовни во имя архистратига Михаила вблизи Ковалихинской площади в Нижнем Новгороде (1900)
- Проект перестройки часовни во имя архистратига Михаила в домовую церковь на подворье Серафимо-Дивеевского монастыря в Нижнем Новгороде (1901)
- Проект новой колокольни в Серафимо-Дивеевском монастыре (1894—1901)
- Проект храма в селе Семьяны Васильсурского уезда (1901)
- Проект храма в селе Бурцеве Балахнинского уезда (1902)
- Проект храма в селе Семьяны Васильского уезда (1902)
- Проект дома Георгиевского братства с часовней (1902)
- Проект здания Назарьевского приюта в Нижнем Новгороде (1902)
- Проект трёхэтажного каменного пристроя к Нижегородскому епархиальному женскому училищу (1903—1904)
- Проекты нового каменного здания Лысковского духовного училища с общежитием и домовой церковью, позже — новый проект деревянного здания (1905, не реализованы)
- Надзор за строительством нового корпуса губернской гимназии в Нижнем Новгороде, правка проекта (1906—1907)
- Покровский собор в Лукоянове (1907, разрушен)

Без даты:
- Проект Покровской церкви в селе Туманове
- Проект Покровского храма в селе Каменка Воротынского уезда
- Проект храма в селе Личадееве Ардатовского уезда
- Проект собора во имя образа Спаса Нерукотворного в Кутузовском Богородицком монастыре (сегодня — скит Серафимо-Дивеевского монастыря)